# Bambesiana
Bambesiana is een geslacht van rechtvleugeligen uit de familie veldsprinkhanen (Acrididae). De wetenschappelijke naam van dit geslacht is voor het eerst geldig gepubliceerd in 2008 door Koçak & Kemal.

## Soorten
Het geslacht Bambesiana  is monotypisch en omvat slechts de volgende soort:
- Bambesiana bredoi (Dirsh, 1961)